# Makak tajwański
Makak tajwański (Macaca cyclopis) – gatunek ssaka naczelnego z podrodziny koczkodanów (Cercopithecinae) w obrębie rodziny koczkodanowatych (Cercopithecidae). 

## Taksonomia
Gatunek po raz pierwszy zgodnie z zasadami nazewnictwa binominalnego opisał w 1863 roku brytyjski przyrodnik Robert Swinhoe, nadając mu nazwę Macacus cyclopis. Miejsce typowe według oryginalnego opisu to „Formoza”, ograniczone w 1945 roku przez Remingtona Kellogga do „Jusan (Ape’s Hill), prefektura Takao, Formoza” (tj. Shou Shan, Kaohsiung, Hsien, Tajwan). Okazami typowymi na których oparł swój opis Swinhoe była para młodocianych zwierząt (samiec i samica) trzymanych w niewoli i przedstawionych menażerii Towarzystwa Zoologicznego w Londynie przez autora. Oba osobniki zmarły w niewoli pomiędzy grudniem 1864 roku a kwietniem 1866 roku, i dostęp do ich szczątków uzyskało Muzeum Historii Naturalnej w Londynie. W 1913 roku Daniel Giraud Elliot na lektotyp wyznaczył skórę, czaszkę i szkielet pozaczaszkowy samca (sygnatura BMNH Mammals 1866.4.25.8). Samiec został zilustrowany w artykule Swinhoe’a z 1863 roku, natomiast samica w artykule Philipa Lutleya Sclatera z 1865 roku.
M. cyclopis należy do grupy gatunkowej fascicularis. Badania oparte na danych molekularnych wykazały rozbieżność tajwańskiego M. cyclopis i japońskiego M. fuscata od ich kontynentalnego przodka M. mulatta, która nastąpiła 0,38–0,44 milionów lat temu. 
Autorzy Illustrated Checklist of the Mammals of the World uznają ten takson za gatunek monotypowy.

### Etymologia
- Macaca: port. macaca, rodzaj żeński od macaco „małpa”; Palmer sugeruje, że nazwa ta pochodzi od słowa Macaquo oznaczającego w Kongo makaka i zaadoptowaną przez Buffona w 1766 roku[16].
- cyclopis: gr. κυκλος kuklos „okrąg”[17]; -ωπις -ōpis „oblicze”, od ωψ ōps, ωπος ōpos „twarz”[18].

## Zasięg występowania
Makak tajwański jest szeroko rozpowszechniony we wschodnich górach na Tajwanie.

## Morfologia
Długość ciała (bez ogona) samic 42–60 cm (w tym osobniki żyjące w niewoli, 44 cm u jednej dziko żyjącej samicy), samców 47,5–65 cm (w tym osobniki żyjące w niewoli, 65 cm u jednego dziko żyjącego samca), długość ogona samic 35–41 cm (w tym osobniki żyjące w niewoli), samców 43,5–50 cm (w tym osobniki żyjące w niewoli); masa ciała samic 5,5–9,5 kg (w tym osobniki żyjące w niewoli), samców 6,3–18,5 kg (w tym osobniki żyjące w niewoli, 8,1 kg u jednego dziko żyjącego samca). Silna małpa o nieco ciężkawym wyglądzie i ogonie średniej długości. Samiec jest większy od samicy. Nieznana jest struktura społeczna stad tych małp. 

## Ekologia
Makak jawajski w naturze żyje na wybrzeżach morskich, często na urwistych, skalistych brzegach. Ze względu na napór ludzi spotykany jest dzisiaj w głębi lądu na wysokości od 600 do 800 m n.p.m. Może żyć do wysokości 3000 m n.p.m. introdukowany w Japonii.
Żywi się głównie roślinami, poza tym wszystkożerny.

## Status
W Czerwonej księdze gatunków zagrożonych Międzynarodowej Unii Ochrony Przyrody gatunek od 2008 roku zaliczany jest do kategorii LC (ang. Least Concern – najmniejszej troski); wcześniej miał status VU (ang. Vulnerable – narażony na wyginięcie).
Zwierzęta tego gatunku są poszukiwane z uwagi na smaczne mięso i do wykonywania preparatów medycznych. Liczebność słabo znana.